# 切里萊恩鎮區 (北卡羅萊納州亞利加尼縣)
切里萊恩鎮區（英語：Cherry Lane Township）是位於美國北卡羅萊納州亞利加尼縣的一個鎮區。

## 地方資料
切里萊恩鎮區的面積為104.89平方千米，皆為陸地。根據2020年美國人口普查的數據，當地共有人口1563人，而人口密度為每平方千米14.9人。